# Магнус Ерлінгмарк
Магнус Ерлінгмарк (швед. Magnus Erlingmark, нар. 8 червня 1968, Єнчепінг) — шведський футболіст, що грав на позиції захисника.
Виступав, зокрема, за клуб «Гетеборг», а також національну збірну Швеції.

## Клубна кар'єра
Народився 8 червня 1968 року в місті Єнчепінг. Вихованець футбольної школи клубу «Форвард».
У дорослому футболі дебютував 1985 року виступами за команду клубу «Форард», в якій провів три сезони, взявши участь у 71 матчі чемпіонату. 
Протягом 1989—1992 років захищав кольори команди клубу «Еребру». 9 квітня 1989 року дебютував у складі «Еребру» в матчі першого туру Аллсвенскану перемогою з рахунком 2:1 над «Гальмстадом». А вже через три тижні забив свій перший м'яч, сталося це на 10-ій хвилині матчу проти «Вестра Фрелунда». 
Своєю грою за останню команду привернув увагу представників тренерського штабу клубу «Гетеборг», до складу якого приєднався 1993 року. Відіграв за команду з Гетеборга наступні одинадцять сезонів своєї ігрової кар'єри. Більшість часу, проведеного у складі «Гетеборга», був основним гравцем захисту команди. Загалом у футболці клубу провів 515 матчів, значну частину з яких провів у Аллсвенскані та в єврокубках. З 1993 по 1996 роки в складі «Гетеборга» чотири рази поспіль ставав переможцем шведського чемпіонату.
Завершив професійну ігрову кар'єру у клубі «Геккен», за команду якого виступав протягом 2005—2005 років.

## Виступи за збірну
1990 року дебютував в офіційних матчах у складі національної збірної Швеції. Протягом кар'єри у національній команді, яка тривала 9 років, провів у формі головної команди країни 37 матчів, забивши 1 гол.
У складі збірної був учасником чемпіонату Європи 1992 року у Швеції, чемпіонату світу 1994 року у США, на якому команда здобула бронзові нагороди.

## Досягнення
- Аллсвенскан
  -  Чемпіон (4): 1993, 1994, 1995, 1996
- Бронзовий призер чемпіонату світу: 1994